# Campo Pequeno
Der Campo Pequeno (dt.: Kleines Feld) ist ein Platz im nördlichen Zentrum der portugiesischen Hauptstadt Lissabon.
Er liegt in den Stadtgemeinden Avenidas Novas und Areeiro an der Kreuzung der Avenida da República mit der Avenida João XXI.

## Geschichte
Der Platz wurde im frühen 16. Jahrhundert am Rande der Stadt als öffentlicher Bereich angelegt. Er diente für Paraden und Märkte sowie als Exerzierplatz. Die Armee von König Sebastian bereitete sich dort auf die vernichtende Schlacht von Alcácer-Quibir im Jahr 1578 vor. 
Im 18. Jahrhundert wurde eine provisorische Arena für Stierkämpfe errichtet. Sie wurde Ende des 19. Jahrhunderts durch die nach Plänen von José António Dias da Silva errichtete Praça de Touros do Campo Pequeno ersetzt, die am 18. August 1892 eingeweiht wurde. 
An der Südseite des Platzes befindet sich der im 17. Jahrhundert errichtete Palácio Galveias, in dem heute die Biblioteca Municipal Palácio Galveias untergebracht ist. 2006 wurde unter dem Platz das Einkaufszentrum Centro Comercial do Campo Pequeno sowie ein Parkhaus errichtet.

## Verkehr
Der Platz ist seit dem 29. Dezember 1959 durch den U-Bahnhof Campo Pequeno an das U-Bahn-Netz der Metro Lissabon angebunden. Er ist Kreuzungspunkt mehrerer Buslinien der Carris.